# Limnophila geoffrayi
Limnophila geoffrayi är en grobladsväxtart som beskrevs av Bonati. Limnophila geoffrayi ingår i släktet Limnophila och familjen grobladsväxter. Inga underarter finns listade i Catalogue of Life.